# Jurij Nikolajevič Arcutanov
Jurij Nikolajevič Arcutanov (rusko Ю́рий Никола́евич Арцута́нов ), ruski inženir, * 1929, Leningrad, Sovjetska zveza (sedaj Sankt Peterburg, Rusija), † 1. januar 2019, Sankt Peterburg.
Arcutanov je najbolj znan po svoji pionirski zamisli in delu o vesoljskem dvigalu.

## Življenje in delo
Diplomiral je na Leningrajskem tehnološkem inštitutu.
Leta 1960 je napisal članek V vesolje s pomočjo električne lokomotive (В Космос — на электровозе), kjer je obravnaval koncept vesoljskega dvigala kot ekonomičen, varen in priročen način poti do Zemljine tirnice in olajšanja raziskovanja vesolja.
Svojo zamisel je razvil iz dela Ciolkovskega, ki je leta 1895 predlagal zamisel gradnje orbitalnega stolpa. Koncept Arcutanova je temeljil na povezavi geosinhronih satelitov z Zemljinim površjem s pomočjo kabla. Predlagal je rabo umetnega satelita kot osnovo iz katere bi se zgradil stolp, saj geostacionarni satelit ostaja nad nepomično točko na ekvatorju. S pomočjo protiuteži bi se kabel spustil z geosinhrone tirnice do Zemljinega površja, protiutež pa bi se razširila od satelita stran od Zemlje, tako da bi bilo masno središče kabla na enaki višini od površja. Zamisli tlačno-strukturnega koncepta Ciolkovskega in napetostno-strukturnega koncepta Arcutanova se razlikujeta v tem, da je koncept Ciolkovskega v bližnji prihodnosti težko izvedljiv, napetostno-strukturni koncept Arcutanova pa je lažje zgraditi in vzdrževati, tako da velja za eno od izvedljivih tehnologij bližnje prihodnosti.